# Строги резерват природе Кукавица
Строги резерват природе Кукавица је највећи резерват чисте букове шуме, аутохтоне, спонтано развијене шумске заједнице потпуног склопа, повољних станишних услова, са стаблима букве старости око сто четрдесет година.
Простире се на југоистоку Србије на обали Јужне Мораве, у Пчињском и Јабланичком управном округу.

## Простор
Ово заштићено подручје се простире на површини од 75,76 хектара, у општини Владичин Хан, у Рдову и Зебинци.
Планински масив Кукавице припада Родопском планинском систему, а највиши врх је Влајна на 1442 метара надморске висине. Геолошка подлога је претежно сачињена од гнајса у фази распадања, насталих метаморфозом ситнозрних кластита. Матични супстрат чине претежно кристаласти шкриљци, а земљишта припадају развојној серији на киселим и силикатним стенама. Најзаступљенији тип земљишта су кисела смеђа земљишта, профила А-(В)-С.
Строгим резерватом природе Кукавица управља ЈП „Србијашуме”.

## Категорија заштићеног подручја
Чиста састојина букве је стављена под заштитом Решењем о заштити строгог резервата природе „Кукавица”, скупштине општине Владичин Хан бр. 021-26/80-4 из 1980. године, а касније Уредбом о проглашењу строгог резервата природе „Кукавица”, 05 број 110-11526/2014 („Службени гласник Републике Србије” 107/2014).
Унутар овог заштићеног природног добра успоставља се режим заштите прве категорије – заштићено подручје међународног, националног, односно изузетног значаја.

## Биљни и животињски свет
Заштићени шумски екосистем Строгог резервата природе Кукавица припада комплексу мезофилних букових и буково-четинарских типова шума. Очуваност састојине прашумске структуре основа је за очување геофонда букве и њених заједница. У вегетацијском појасу од око 500 метара, односно висинском дијапазону од 670 метара до 1200 метара надморске висине промена орографских и едафских карактеристика условила је појаву више различитих заједница, односно типова букових шума које имају еколошку вредност и биолошку стабилност строго заштићене планинске букове заједнице.
На простору резервата заступљене су Типичне планинске шуме букве (Fagetum moesiaceae montanum typicum), Планинске шуме букве са слаборазвијеним зељастим покривачем (Fagetum moesiaceae montanum nudum- pauperum) и Ацидофилне шуме букве са Бекицама (Luzulo- Fagetum moesiaceae).
Око сливова Кукавичке, Јабуковачке, Рдовске, Летовичке, Јастребачке и Бистричке реке, као и у ширем окружењу, постоји велики број различитих и разноврсних станишта многобројних врста фауне и флоре.